# Giovanni Ferradini
Giovanni Ferradini (Fucecchio, 9 maggio 1953) è un ex calciatore italiano, di ruolo attaccante.
Giocava nei ruoli di centravanti e ala.

## Carriera

### Giocatore
Cresciuto nelle giovanili del Viareggio, esordisce in prima squadra nella stagione 1969/70 in Serie C. Nella Stagione successiva (Campionato 1970-1971) milita ancora nella squadra bianconera, collezionando 12 presenze e realizzando 2 reti.
Il grande salto arriva nel Campionato 1971-1972 quando si trasferisce in Serie A nelle file dell'Atalanta con la quale il 26 marzo 1972 esordirà nel massimo campionato italiano in occasione della vittoria esterna contro il Varese, collezionando complessivamente 7 presenze in campionato.

Ferradini (in piedi, terzo da sinistra) nel Modena del 1975-1976

Nelle tre stagioni successive, dal 1972 al 1975, è nelle file del Napoli, con il quale collezionerà soltanto 13 presenze anche a causa di infortuni, realizzando i suoi unici due gol nella massima serie (nel terzultimo e penultimo turno del campionato 1972-1973, reti utili a raggiungere il risultato di 1-1 nelle gare contro Cagliari e Sampdoria). Per le sue doti inespresse a causa delle poche presenze in campionato, a Napoli fu soprannominato "l'oggetto misterioso".
Durante la stagione 1975-1976 passa in forza al Modena in Serie C, contribuendo alla Promozione in Serie B.
Rimarrà nella squadra emiliana anche per la stagione successiva, collezionando complessivamente 48 presenze e realizzando 5 reti, ma anche qui, pur scendendo in campo con maggiore regolarità, gli acciacchi saranno molteplici.
La sua carriera continuerà in squadre minori, militando anche nel Fucecchio, squadra del suo paese; si ritirerà per un grave infortunio.
In carriera ha collezionato complessivamente 20 presenze e 2 reti in Serie A e 48 presenze e 5 reti in Serie B.